# Polo argentin
Le polo argentin (espagnol : Polo Argentino) est une race de chevaux développée pour la pratique du polo, en Argentine. Reconnue en 1984, elle est très populaire dans ce pays. 

## Histoire
Pendant longtemps, ces chevaux n'étaient pas reconnus comme formant une race. Bien qu'ils soient souvent nommés poney de polo, ils n'ont aucune ascendance de type poney. Ils proviennent le plus souvent de croisements entre le Pur-sang et le Criollo argentin, pratiqués depuis les années 1900, après que la pratique du polo eut été introduite en Argentine par les Anglais vers 1890. Dans les années 1930, la réputation de ces chevaux se construit, en particulier grâce à la qualité de leurs os. L'association de la race, la Asociación Argentina de Criadores de Caballos de Polo, est créée le 8 août 1984, et gère le stud-book depuis cette date.
Le célèbre joueur de polo argentin Adolfo Cambiaso fait appel à la société Crestview Genetics pour cloner ses chevaux. À la fin de l'année 2010, un clone de sa jument de polo Cuartetera est vendu aux enchères pour le montant record de 800 000 $. Le 7 décembre 2013, une jument clonée remporte pour la première fois le championnat de polo d'Argentine.

## Description
CAB International indique une taille située dans une fourchette moyenne de 1,47 m à 1,52 m, tandis que l'association nationale de la race et le guide Delachaux indiquent une moyenne de 1,56 m.
Le poids va de 400 à 500 kg.
Le modèle est celui du cheval de selle léger. La tête, de profil généralement rectiligne, est surmontée de grands yeux, et rattachée à une longue encolure. Les épaules sont longues, inclinées et musclées. Le dos est court et musclé, la croupe musclée également.
La robe est le plus souvent baie, sous toutes les nuances.
Seuls les chevaux qui ont obtenu de bons résultats sportifs en polo sont autorisés à se reproduire.

## Utilisations
La race est sélectionnée exclusivement pour le polo, mais elle peut être montée pour d'autres disciplines d'équitation.

## Diffusion de l'élevage
Le polo argentin est un cheval commun.